# تأنيث ذاتي
التأنيث الذاتي هو كون الكلمة مؤنثة في ذاتها دون أي تأويل، أو إضافة، نحو: (الغرفة). يقابله التأنيث المكتسب، والتأنيث التأويلي.